# انتونیو مگیاس
انتونیو مگیاس (انگلیسی: Antonio Megías؛ زادهٔ ۳ ژوئیهٔ ۱۹۸۴) بازیکن فوتبال اهل اسپانیا است.